# Əlisoltanlı
Əlisoltanlı è un comune dell'Azerbaigian situato nel distretto di Saatlı.